# Jernets Arbejdsgiverforening
Jernets Arbejdsgiverforening var en dansk arbejdsgiverorganisation, der blev stiftet i 1902 som Sammenslutningen af Arbejdsgivere inden for Jern- og Metalindustrien i Danmark. Organisationen fik i 1980 navnet Jernets Arbejdsgiverforening. 
Den fusionerede i 1990 med Industrifagene til Industriens Arbejdsgivere, som i 1992 fusionerede med Industrirådet til Dansk Industri.